# Phật-đà-da-xá

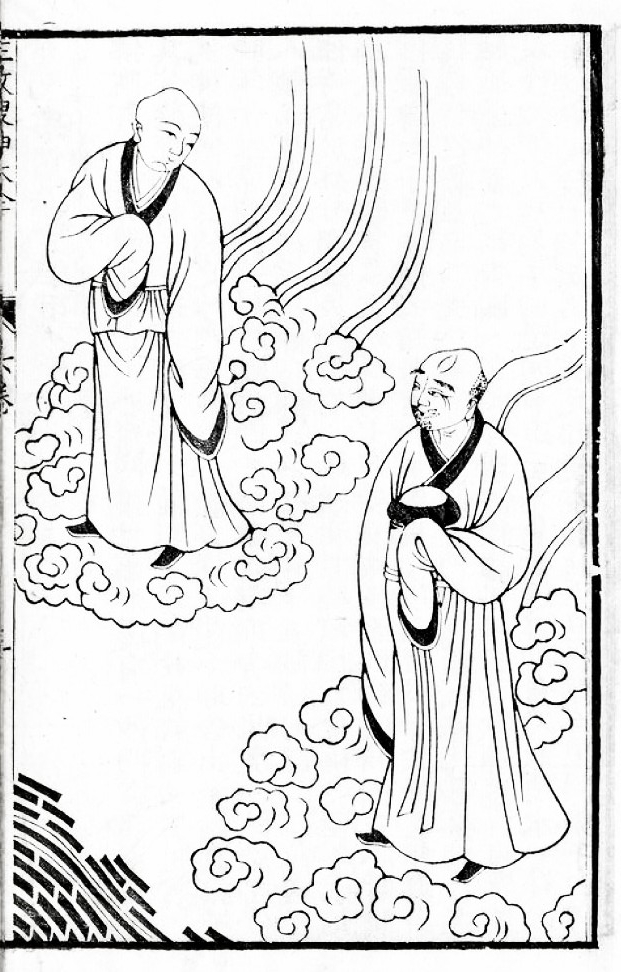
Phật-đà-da-xá

Phật-đà-da-xá (chữ Hán: 佛陀耶舍 hay 佛駄耶舍; tiếng Phạn: Buddhayaśas), tên Hán dịch là Giác Minh (覺明) là một cao tăng và dịch giả trường pháo Dharmaguptaka. Được ghi nhận là đã học cả hai luận thuyết Nguyên thủy và Đại thừa, Sư đã dịch Tứ phần luật, Trường A-hàm và nhiều kinh văn bản Đại thừa khác, bao gồm cả Hư Không Tạng kinh (Ākāśagarbha) sang Hán ngữ. Trong phần mở đầu của Buddhayaśas cho bản dịch Tứ phần luật, Sư nói rằng kinh văn Pháp Tạng bộ đã đồng hóa nội dung của kinh điển Đại thừa. 